# Piper chrysostachyum
Piper chrysostachyum är en pepparväxtart som beskrevs av C. Dc. och Th. Dur. & Piti.. Piper chrysostachyum ingår i släktet Piper och familjen pepparväxter. Inga underarter finns listade i Catalogue of Life.